# 3 Pułk Artylerii Konnej
3 Pułk Artylerii Konnej (3 pak) – oddział artylerii konnej Wojska Polskiego II Rzeczypospolitej.
Na podstawie doświadczeń z wojny polsko–bolszewickiej uznano za korzystne tworzenie dywizji jazdy, w skład których wchodzić miały trzy brygady jazdy, każda z nich w składzie dwóch pułków jazdy oraz pułku artylerii konnej.
Na podstawie zarządzenia szefa Oddziału I Ministerstwa Spraw Wojskowych z 13 lutego 1921 roku, zarządzono formowanie trzech dowództw pułków artylerii konnej.
Dowództwo 3 pułku artylerii konnej organizowano na bazie baterii zapasowej artylerii konnej nr 3 w Poznaniu. Miejscem postoju dowództwa był Poznań. Formowanie rozpoczęto 18 kwietnia 1921 roku. 26 marca 1921 roku na stanowisko dowódcy pułku został wyznaczony pułkownik Witold Majewski.
Przyjęcie organizacji jazdy opartej na systemie brygadowym spowodowało bezzasadność istnienia dowództw pułków artylerii konnej. W związku z tym z dniem 10 października 1921 roku pułk został rozwiązany. 

## Struktura organizacyjna
- dowództwo 3 pułku artylerii konnej w Poznaniu
- 4 dywizjon artylerii konnej
- 7 dywizjon artylerii konnej